# 2017年4月臺灣
| << | 2017年4月 （民國106年） | >> |    |    |    |    |
| \| 日 \| 一 \| 二 \| 三 \| 四 \| 五 \| 六 \| \| \| \| \| \| \| \| 1 \| \| 2 \| 3 \| 4 \| 5 \| 6 \| 7 \| 8 \| \| 9 \| 10 \| 11 \| 12 \| 13 \| 14 \| 15 \| \| 16 \| 17 \| 18 \| 19 \| 20 \| 21 \| 22 \| \| 23 \| 24 \| 25 \| 26 \| 27 \| 28 \| 29 \| \| 30 \| \| \| \| \| \| \| |                         |    |    |    |    |    |
| 臺灣新聞動態／維基新聞 |                         |    |    |    |    |    |
| 世界／中国大陆／臺灣 |                         |    |    |    |    |    |
| 日 | 一                      | 二 | 三 | 四 | 五 | 六 |
| |                         |    |    |    |    | 1  |
| 2 | 3                       | 4  | 5  | 6  | 7  | 8  |
| 9 | 10                      | 11 | 12 | 13 | 14 | 15 |
| 16 | 17                      | 18 | 19 | 20 | 21 | 22 |
| 23 | 24                      | 25 | 26 | 27 | 28 | 29 |
| 30 |                         |    |    |    |    |    |

## 4月1日
- 臺北市政府重建1916年新北投車站，於臺北市北投區七星公園正式開幕。但台北文資環境守護聯盟表示，該建築只是樣品屋，不具文化資產保存價值。臺北市文化資產審議委員會委員詹添全說，該建築不是百分之百原汁原味呈現，但跟以前照片看來還是一樣的，也盡可能使用原本的木料，只有損壞不堪的部分才會以新料補齊。臺北市副市長陳景峻說，他不認為一定要聽台北文資環境守護聯盟的話才能符合歷史[1]。

## 4月2日
- 無樁式公共自行車oBike開始在臺北市試營運[2]。

## 4月6日
- 無國界記者組織宣布，鑒於臺灣特殊地理位置、新聞自由度與優質軟體服務，預計在臺北市新增一辦公室，其主要工作範圍為北亞區域（臺灣、中國、香港、日本、北韓、南韓、蒙古……等地）[3]。

## 4月7日
- 教育部部長潘文忠出席「藝術與設計人才培育」成果展。支持兼任教師納入《勞動基準法》的學生十多人趁潘文忠上台致詞時突襲舉標語抗議，要求教育部重視兼任教師勞動權；而潘文忠現場不予理會，講座結束後以「教學自主」為由反駁學生們的說法才離開[4]。

## 4月8日
- 台灣建國工程隊不滿臺北市市長柯文哲曾說去蔣化無法解決爭議[5]，將法務部矯正署新店戒治所前蔣中正銅像斬首，並嗆柯文哲「你不要看我們斬首蔣像不爽就『指示警局限期破案』，這樣有助於社會和諧與團結嗎」[6]。

## 4月14日
- NCC於傍晚寄發公文，要求中廣音樂網及中廣寶島網自隔日零時起停播[7]。

## 4月16日
- 電影《目擊者》在臺灣的票房已破新台幣4千萬元。而該片原創故事擁有者陳玉珊和導演程偉豪的原創故事著作權糾紛，由於雙方無和解的意願，全案已進入司法程序[8]。
- 臺南市烏山頭水庫內的八田與一塑像被嘉南農田水利會會務委員發現遭斷頭，斷頭下落不明。臺南市政府警察局接獲嘉南農田水利會報案，展開調查[9]。

## 4月17日
- 由前民主進步黨主席林義雄推動成立的人民作主教育基金會宣布，將從本月26日起在民主進步黨中央黨部前發動接力禁食16天，要求立法院儘速「補正」《公民投票法》。總統府回應，臺灣是民主國家，公民投票是人民的權利，補正《公投法》是民進黨在立法院本會期的優先法案，總統府尊重立法院在立法議程的安排[10]。

## 4月18日
- 司法改革國是會議第五分組委員林文蔚在藥物成癮及物質濫用政策意見書中，主張毒品正名為「藥物」（drugs），並主張毒品除罪化，引發爭議[11]。

## 4月19日
- 中華經濟研究院舉行「2017年第2季台灣經濟預測記者會暨座談會」，公布2017年臺灣經濟成長率預估值2.11%，較上次預估值上修0.38%。行政院主計總處副主計長蔡鴻坤說，臺灣低薪問題嚴重，主因是薪資較高的製造業產能外移、把工作機會移往國外，而留在國內的服務業薪資較低，因此拖累整體薪資表現[12]。

## 4月20日
- 國防部宣布國軍上將級各職位人事異動。參謀總長邱國正陸軍上將屆齡退役，由國防部軍政副部長李喜明海軍上將接任參謀總長、副參謀總長兼執行官蒲澤春海軍上將接任軍政副部長、陸軍司令部副司令兼督察長陳寶餘陸軍中將接任副參謀總長兼執行官，並晉升陸軍上將。此外，國防部軍備副部長鄭德美陸軍上將調任總統府戰略顧問，國家中山科學研究院院長張冠群陸軍中將接任軍備副部長，並晉升陸軍上將[13]。

## 4月21日
- 908台灣國運動、台灣國辦公室與名嘴楊憲宏到民主進步黨中央黨部前，聲援林義雄發動接力禁食要求立法院「補正」《公民投票法》[14]。
- 衛生福利部食品藥物管理署公布，檢驗市售雞蛋發現一件雞蛋驗出戴奧辛含量達到5.2皮克／克脂肪，是首次在雞蛋中驗出戴奧辛，初步掌握問題雞蛋來自彰化縣芳苑鄉「駿億」、「鴻彰」、「財源」三家蛋雞場。食藥署副署長林金富表示，目前尚未知道下游鋪貨到哪裡，現在仍在追蹤中，不排除全臺灣都有鋪貨[15]。

## 4月22日
- 臺北市陽明山花鐘公園旁的蔣中正銅像，被發現遭斷頭、潑紅漆、噴漆「228元凶、殺人魔」等字眼。臺北市政府警察局北投分局表示，現場遺留的小鋸子研判是犯案工具，斷頭下落不明，目前正調閱監視器畫面釐清嫌犯身分[16]。台灣建國工程隊在網路上發布聲明自稱犯案，理由是不滿八田與一塑像遭斷頭，「替八田與一出氣」、「以牙還牙」[17]。

## 4月26日
- 人民作主教育基金會董事長陳麗貴帶領該會志工約80人，在民主進步黨中央黨部前空地發動接力禁食16天，禁食、禁語、禁滑手機，呼籲立法院在5月20日以前三讀通過《公民投票法》修正案[18]。
- 立法院初審前瞻基礎建設計畫的法源《前瞻基礎建設特別條例草案》，召集委員邱議瑩花了20分鐘宣讀條文後問「有無異議」，民主進步黨立法委員集體回答「無異議」，邱議瑩迅速宣布完成初審。同日下午，國立政治大學地政學系教授徐世榮批評本次初審「不合理、不民主、不尊重基本人權」，立刻與其支持者至民進黨中央黨部前靜坐抗議，要求立法院將草案退回行政院重新擬定[19]。

## 4月27日
- 立法院教育及文化委員會審查《國民體育法》修正草案，通過「戴資穎條款」。立委指出，第二十條第四項就是「戴資穎條款」，因為戴資穎在奧運比賽的鞋子問題，要讓國內選手更有保障，不能讓各單項體育協會以不正當理由處罰選手[20][21]。

## 4月30日
- 臺灣東南部海域發生芮氏規模6.0的地震[22]。
- 報名臺北電影獎的參賽作品《上岸的魚》，向官方提出撤片要求，改至2018年參加競賽。但主辦單位表示，已於2017年3月份完成初審資格審核，依規定往後不得再重複報名。該部電影監製姚經玉則認為，官方未公告初審資格完成日期，並在2017年4月25日仍收到參賽資料補件通知，代表初審並未結束[23][24]。